# Meyzieu
Meyzieu je vzhodno predmestje Lyona in občina v vzhodnoosrednjem francoskem departmaju Rhône regije Rona-Alpe. Leta 2019 je naselje imelo skoraj 35.000 prebivalcev.

## Geografija
Naselje se nahaja 11 km vzhodno od središča Lyona, na meji med pokrajinama Lyonnais in Daufinejo. V severnem delu občine leži naravni rezervat Grand-Large s kanalom Jonage.

## Administracija
Meyzieu je sedež istoimenskega kantona, v katerega so poleg njegove vključene še občine Colombier-Saugnieu, Jonage, Jons, Pusignan, Saint-Bonnet-de-Mure in Saint-Laurent-de-Mure z 49.957 prebivalci. Kanton je vključen v okrožje Lyon.

## Zgodovina
Občina Meyzieu se je do leta 1969 nahajala v departmaju Isère, od tedaj dalje pa je v sklopu Grand Lyona vključena v departma Rhône.